# Брылкиния
Брылки́ния (лат. Brylkinia) — монотипный род однодольных растений семейства Злаки (Poaceae), включающий вид Брылкиния хвоста́тая (лат. Brylkinia caudata (Munro ex A.Gray) F.Schmidt). Входит в состав монотипной трибы Brylkinieae.
Род выделен российским ботаником Фёдором Богдановичем Шмидтом в 1868 году и назван в честь российского этнографа и коллектора, участника Амуро-Сахалинской экспедиции (1859—1862), А. Д. Брылкина.
Единственный вид ранее описывался как Ehrharta caudata Munro ex A.Graybasionym.

## Распространение, описание
Единственный вид встречается в Китае (провинции Сычуань, Гирин), России (Сахалинская область, Курильские острова) и Японии.
Многолетние травянистые растения с удлинённым корневищем. Стебель прямостоячий высотой 20—70 см. Соцветие — поникающий колос длиной 1,2—1,5 см; колосья собраны в кисть по 10—20 штук на каждом растении. Плоды — зерновки эллипсоидной формы жёлтого цвета. Листья ланцетные либо линейные.

## Замечания по охране
Представитель рода включён в Красную книгу Сахалинской области России.